# Brandslang

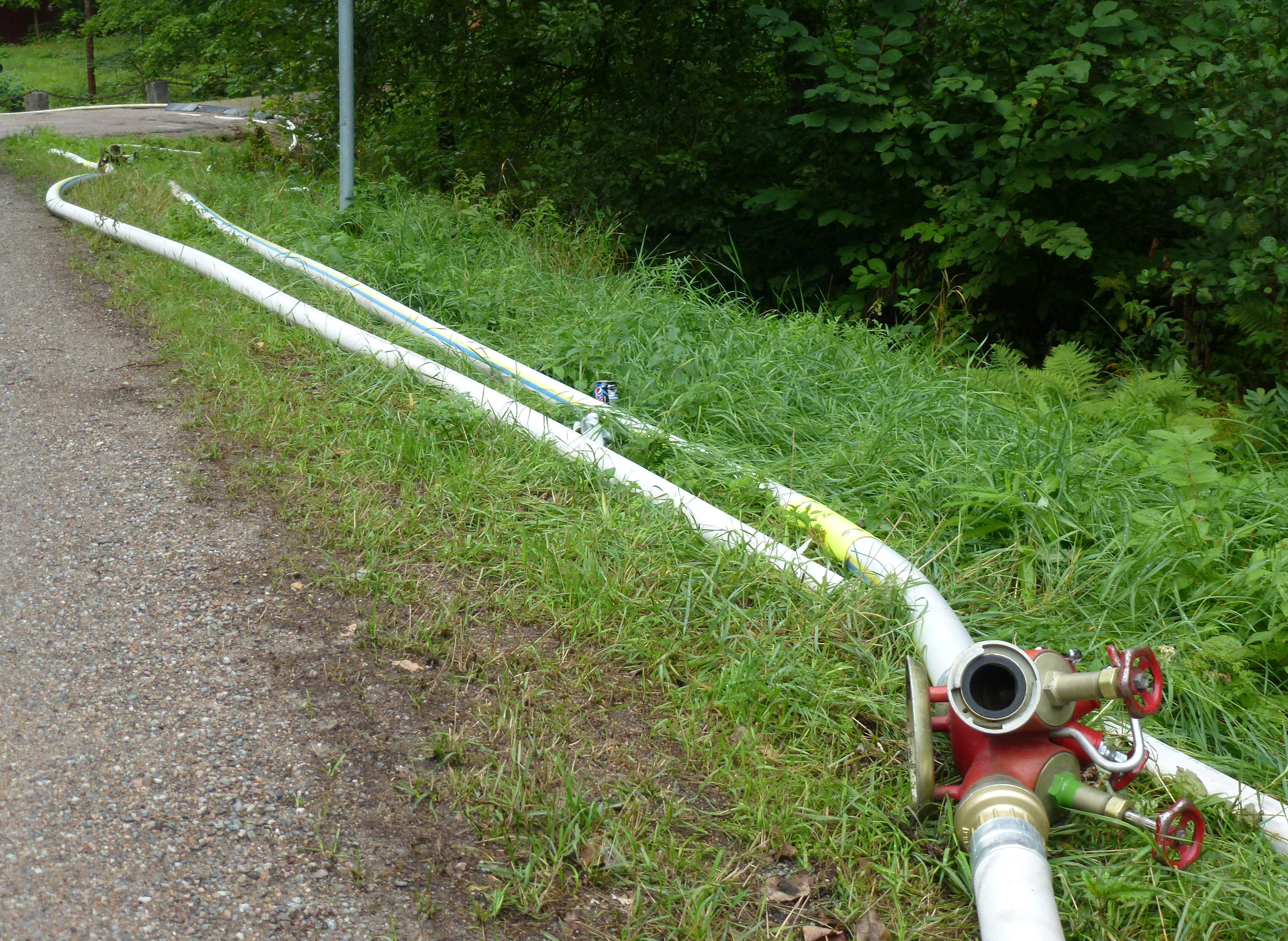
En bit av 500 kilometer utlagd brandslang vid Skogsbranden i Västmanland 2014

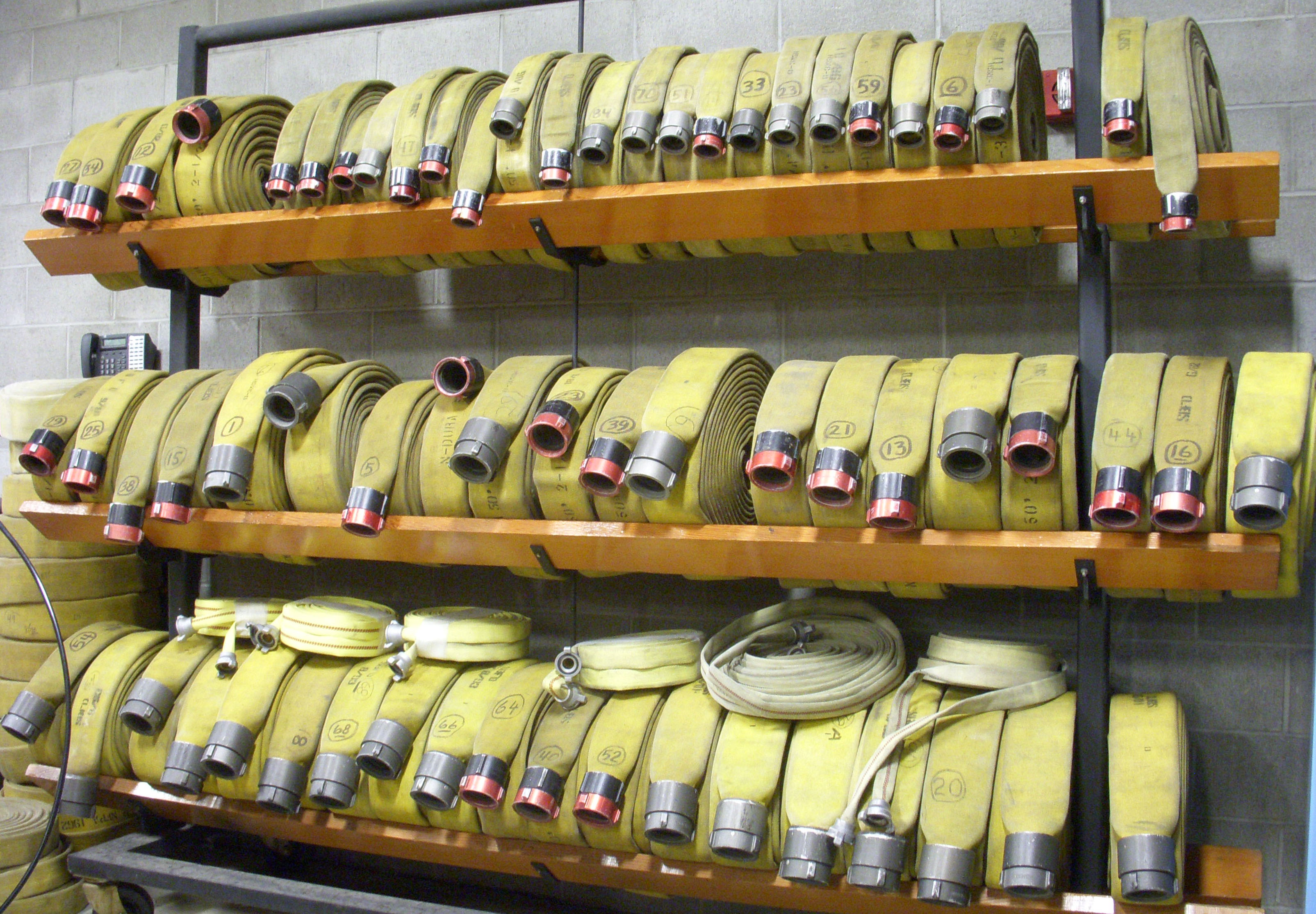
förvaring av brandslangar

En brandslang är en vattenslang för brandsläckning.
Inom räddningstjänsten används traditionellt mest syntetisk vävslang vid utlagd brandsläckning, gummibelagd invändigt för att minska friktionsförlusterna och utvändigt för att öka slitstyrkan. De vanligaste dimensionerna är 38 och 42 mm för manöverslang/smalslang, och 63 och 76 mm för matarslang/grovslang. Smalslangen är försedd med klokoppling och grovslangen med svensk normalkoppling. Båda är normalt 25 meter och förvaras rullade eller vikta i slangkorgar. Krävs större mängder släckvatten kan 110- eller 150-millimetersslang användas. Sedan mitten av 1990-talet börjar också formstyva slangar på centrumrulle användas med dimensionen 19 eller 25 mm, fast monterad i brandbilen. Vid (inomhus)brandposter är formstyv slang på rulle det enda användarvänliga alternativet.
Innan syntetisk slang började att slå igenom på 1980-talet, användes mest vävd linneslang, från början ihopsydd av ett tygband, senare rundvävd. På 1800-talet och dessförinnan användes nitad eller sydd läderslang.

## Tillverkning
I Sverige – och i Norden – finns endast en tillverkare av brandslang, Svenska brandslangsfabriken i Skene.